# Przedborowice
Przedborowice est une localité polonaise de la gmina de Pawłowiczki, située dans le powiat de Kędzierzyn-Koźle en voïvodie d'Opole.